# (20494) 1999 PM1
(20494) 1999 PM1 là một tiểu hành tinh vành đai chính. Nó được phát hiện bởi Robert H. McNaught ở Đài thiên văn Siding Spring ở Coonabarabran, New South Wales, Australia, ngày 3 tháng 8 năm 1999.